# Saint Jean-Baptiste dans le désert (La Tour)
Pour les articles homonymes, voir Saint Jean-Baptiste dans le désert.
Saint Jean-Baptiste dans le désert est un tableau de Georges de La Tour réalisé vers 1650-1652. Il représente Jean le Baptiste dans une scène classique de l'iconographie chrétienne, alors qu'il est dans le désert. C'est, avec Profil de femme, la pièce la plus significative exposée au musée départemental Georges-de-La-Tour.

## Description
Cette huile sur toile en clair-obscur représente Jean le Baptiste à l'âge adolescent dans le désert. Il est assis et s'appuie sur une croix en bois à côté d'un agneau symbolisant l'agneau pascal.

## Histoire
Redécouverte en 1993, l'œuvre fait aujourd'hui partie des collections du département des Peintures du musée du Louvre, à Paris. À l'ouverture en 2003 du musée départemental Georges-de-La-Tour, consacré au peintre lorrain dans sa ville natale de Vic-sur-Seille en Moselle, le Louvre y place l'œuvre en dépôt. Sa propriété est définitivement transférée du Louvre au département de la Moselle en 2021.